# Przedmieście (Koszyce)
Przedmieście – część miasta Koszyce w Polsce położona w województwie małopolskim, w powiecie proszowickim, w gminie Koszyce.
W latach 1975–1998 Przedmieście administracyjnie należało do województwa kieleckiego.